# Labordia tinifolia
Labordia tinifolia är en tvåhjärtbladig växtart som beskrevs av A. Gray.. Labordia tinifolia ingår i släktet Labordia och familjen Loganiaceae.

## Underarter
Arten delas in i följande underarter:
- L. t. lanaiensis
- L. t. wahiawaensis